# Annabelle Serpentine Dance
Annabelle Serpentine Dance er en amerikansk stumfilm fra 1895 af William K.L. Dickson og William Heise.